# Ransome Airlines
Ransome Airlines war eine US-amerikanische Fluggesellschaft mit Sitz in Philadelphia.

## Geschichte

### Gründung und Betrieb für Allegheny Airlines
Ransome Airlines wurde im Juli 1966 durch J. Dawson Ransome als Tochterunternehmen der Giles & Ransome am Northeast Philadelphia Airport gegründet. Die Betriebsaufnahme erfolgte am 2. März 1967 mit dem Prototyp einer gestreckten Beech 18, dem sogenannten 15-sitzigen Volpar Turboliner. Ransome war der Überzeugung, dass der Erfolg einer Zubringer- und Pendlerfluggesellschaft auf der Häufigkeit ihrer Verbindungen basierte und von dieser Grundlage ausgehend offerierte man von Beginn an achtmal täglich Flüge zwischen Northeast Philadelphia und Washington National. Am Ende des Jahres 1967 zählte Ransome Airlines so 6.318 Passagiere, während drei Beech 18 eingesetzt wurden.
Ransome erweiterte das Streckennetz anschließend bis nach Richmond, Norfolk Raleig und Durham, wenngleich diese überstürzt erfolgte Expansion die Gesellschaft in finanzielle Probleme trieb. Infolgedessen suchte man das Gespräch mit Leslie Barnes, dem damaligen Allegheny-Airlines-Präsidenten, welcher Ransome Airlines einerseits eine Betriebsverkleinerung nahelegte, andererseits aber auch die Idee vorbrachte, Ransome solle mit seinem Unternehmen Allegheny Airlines’ wachsendem Netz von zugehörigen Pendlerfluggesellschaften beitreten. Im Frühjahr 1969 wurde im gegenseitigen Einvernehmen von Allegheny die Strecke Trenton–Northeast Philadelphia übernommen, die zuvor nur unter großen Verlusten mit einer 40-sitzigen Convair 580 bedient worden war. Im November desselben Jahres ersetzte Ransome Allegheny Airlines auch auf der Strecke Philadelphia International–Washington National, bis die Gesellschaft im August 1970 schließlich vollwertiges Allegheny-Commuter-Mitglied wurde. Wie für die damalige Zeit typisch, kam mit der Namensaufgabe im Außenauftritt auch der Profit zurück.

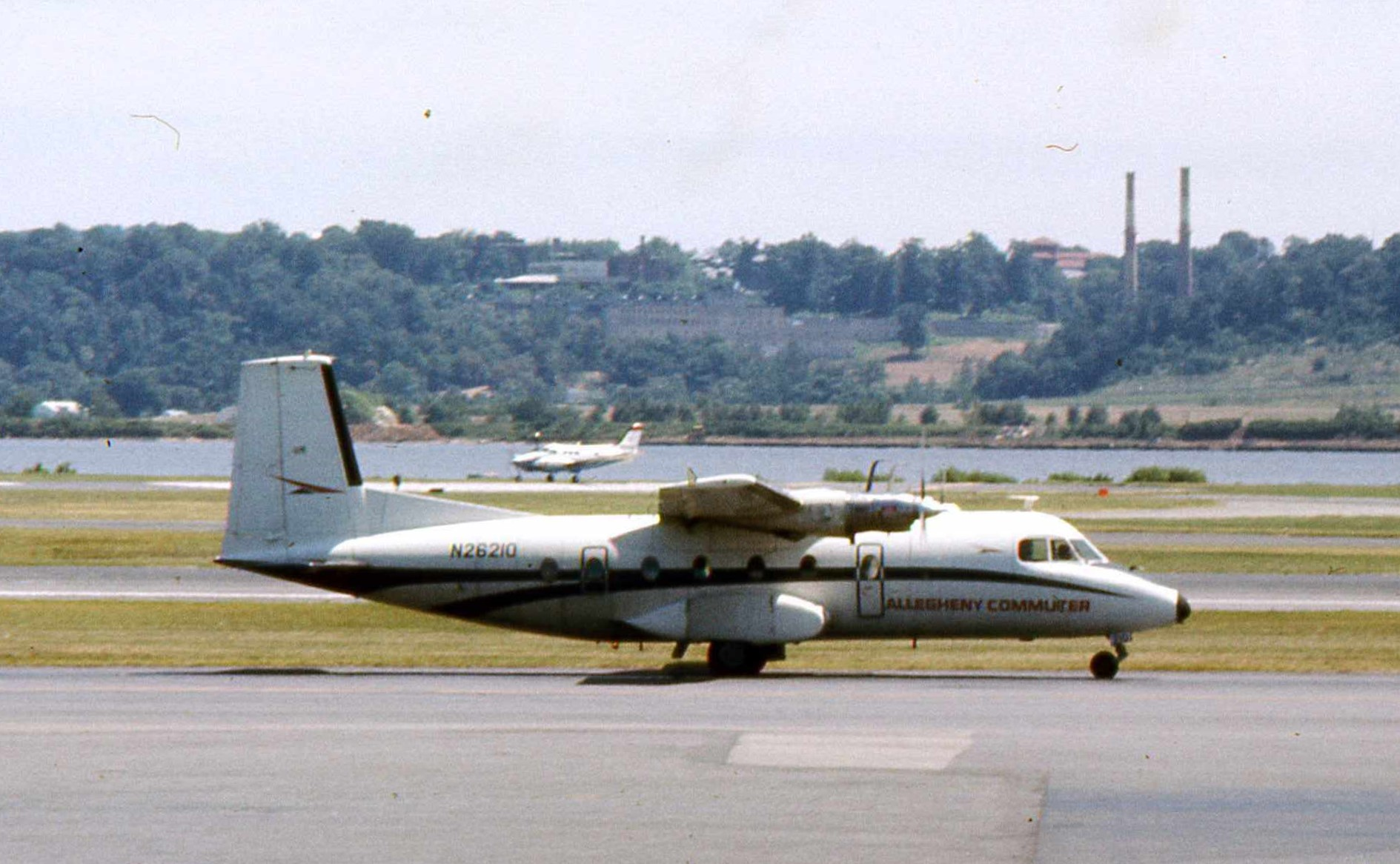
Nord 262 der Ransome Airlines im Betrieb für Allegheny Airlines als Allegheny Commuter

Schon bald stellte man fest, dass die gegenwärtige Flotte für das gesteigerte Passagieraufkommen zu klein war, transportierte man doch zum Beispiel im November 1971 rund 500 Passagiere pro Tag. Deshalb wandte man sich im Dezember 1971 an das Civil Aeronautics Board, das für die Regulierung des US-amerikanischen Luftverkehrs zuständig war, und beantragte den Einsatz von größerem Fluggerät; eine Ausnahmegenehmigung für die von Ransome eingeplante Nord 262 wurde im Folgemonat erteilt. Acht Maschinen dieses Typs konnte man im Mai 1972 von Allegheny Airlines für 3,2 Mio. US-$ erwerben – letztgenannte Gesellschaft war nach der Übernahme der in Indianapolis ansässigen Fluggesellschaft Lake Central in den Besitz der Flugzeuge gekommen, hatte jedoch auf einen ausgedehnten Einsatz wegen deren geringen Zuverlässigkeit verzichtet. Ransome sah sich gezwungen, auch Ersatzteile im Wert von 1,5 Mio. US-$ zu erwerben, um den Abstand zwischen den Überholungszyklen der Triebwerke von 1.200 auf 10.000 Flugstunden zu erhöhen.
Nachdem die Flottenprobleme gelöst waren, wurde die Expansion vorsichtig wieder aufgenommen. Einer ersten Erweiterung des Streckennetzes nach Newark folgten Verbindungen nach New London in Connecticut. 1979 konnte man neben allen drei New Yorker Flughäfen auch Boston, Providence und Hartford sowie den Sullivan Country Airport in den Catskill Mountains zum eigenen Streckenportfolio zählen.
Zu dieser Zeit transportierte Ransome Airlines mit einem Dutzend Nord 262 rund 600.000 Passagiere und stieg so zu einer der größten Pendlerfluggesellschaften der Welt auf.

### Einführung der Dash 7
In Anbetracht der guten Passagierzahlen entschied sich Ransome für den Kauf einer Dash 7. Die Maschine, die sich vor allem durch ihre außergewöhnlich kurze Start- und Landestrecke auszeichnete, traf gegen Ende des Jahres 1979 bei Ransome Airlines ein und wurde erstmals auf Flügen zwischen Philadelphia und Washington eingesetzt. Nach einer Vielzahl von Flugvorführungen in Washington konnte Ransome das Interesse der Federal Aviation Administration erregen, die der Gesellschaft in einem bis dato beispiellosen Versuch gestattete, das erste dreidimensionale RNAV-System der Welt zu verwenden. Neben dem 165.000 US-$ teuren RNAV-System installierte man an Bord der Dash 7 – in Zusammenarbeit mit der FAA, de Havilland und Jet Electronics Technology – auch das weltweit erste in der kommerziellen Luftfahrt genutzte Mikrowellenlandesystem. Die Zusammenarbeit wurde später noch ausgeweitet und ab dem 29. März 1982 teste man mit dem sogenannten „Service Test and Evaluation program“ eine Weiterentwicklung des Mikrowellenlandesystems, welches Landungen abseits vom üblichen Gleitpfad ermöglichte.
Für Ransome Airlines brachte die Verwendung der neuen Technik eine Vielzahl von Vorteilen: Die eigenen Flugzeuge konnten den An- und Abflug auf bzw. von kurzen Landebahnen nun parallel sowie kreuzend zu anderen Maschinen aufnehmen und niedrigere Flughöhen, die mit maximal 7000 Fuß meist unterhalb der stark frequentierten Routen lagen, verwenden. So belief sich der Zeitgewinn auf der Strecke Philadelphia–Washington beispielsweise auf gut eine halbe Stunde. Hinzu kamen Einsparungen von Treibstoff- und Personalkosten sowie ein großes Medienecho.

### Trennung von USAir
Die Zusammenarbeit mit der zwischenzeitlich in USAir umbenannten Allegheny Airlines gestaltete sich jedoch immer komplizierter, da diese das Wachstum von Ransome Airlines stark einschränkte: Alle Entscheidungen in Bezug auf das Streckennetz, die meist lange Zeit dauerten, wurden von USAir getroffen. Im Zeitraum von 1979 bis 1982 hatte Ransome Airlines gerade einmal eine neue Verbindung zum eigenen Streckennetz hinzufügen dürfen. Sowohl in der Belegschaft als auch bei den Eigentümern wuchs dadurch bedingt die Frustration und obwohl man erst am 1. Mai 1982 an das computergestützte Reservierungssystem der USAir angebunden worden war, wurde die Zusammenarbeit zum 1. Juni desselben Jahres von Ransome Airlines kurzfristig gekündigt. Infolgedessen bezog man die Reservierungsinfrastruktur nun von Delta Air Lines. Die neuerlangte Freiheit blieb jedoch nicht ohne Folgen und so sanken die Passagierzahlen, die 1981 noch rund 800.000 betragen hatten, in 1983 um 30 % auf 550.000, während das Unternehmen in der Rangliste der Pendlerfluggesellschaften von Platz eins auf Platz zehn zurückfiel.
Zur Bewältigung der Krise entschied man sich für eine Flottenmodernisierung. Im Zuge dessen wurde die Anzahl der Nord 262 auf vier verringert und die Anzahl der Dash 7 auf acht erhöht. Weiter noch bestellte Ransome sechs Maschinen vom Typ ATR 42. Aber auch in Bezug auf das Streckennetz in Neuengland fanden Veränderungen statt und so wurden noch 1983 Flüge zwischen Worcester und Albany eingeführt. 1984 folgte die Verbindung Baltimore–Providence.

### Mitglied von Delta Connection
Die damaligen Verhältnisse gestalteten das Überleben von unabhängigen Zubringer- und Pendlerfluggesellschaften jedoch äußerst schwierig, buchten doch viele Reisebüros die oft mehrteiligen Verbindungen ihrer Kunden über sogenannte Codesharingflüge. Die Möglichkeit auf ebendiese Codesharingflüge hatte Ransome Airlines aber mit der Trennung von USAir verwirkt, sodass trotz der gerade erst erlangten Freiheit ein neuer Partner gefunden werden musste. Bereits im Juni 1982 hatte Ransome im Zuge der Anbindung an Deltas Reservierungssystem erste Gespräche mit Dave Garret geführt. Als Garret 1984 Präsident von Delta Air Lines wurde, sah Ransome seine Chance gekommen und so wurde das Unternehmen schließlich Teil von Deltas neugegründetem Netzwerk von Zubringerfluggesellschaften: Delta Connection. Anders als bei der Zusammenarbeit mit USAir konnte Ransome den Namen seiner Fluggesellschaft im Außenauftritt beibehalten. Delta verlangte von Ransome eine feste Gebühr für das Reservierungssystem und die Flughafenabfertigung, gewährte ihm im Gegenzug aber auch Unterstützung bei einer relativ freien Routengestaltung. Das Streckennetz erweiterte man sodann in nördliche Richtung gen Maine und Vermont.
Im November 1985 bestellte Ransome Airlines als erste Fluggesellschaft nach der Aufspaltung von Fairchild und Saab sechs Maschinen vom Typ Saab 340 im Wert von 40 Mio. US-$.

### Verkauf an Pan American Airways

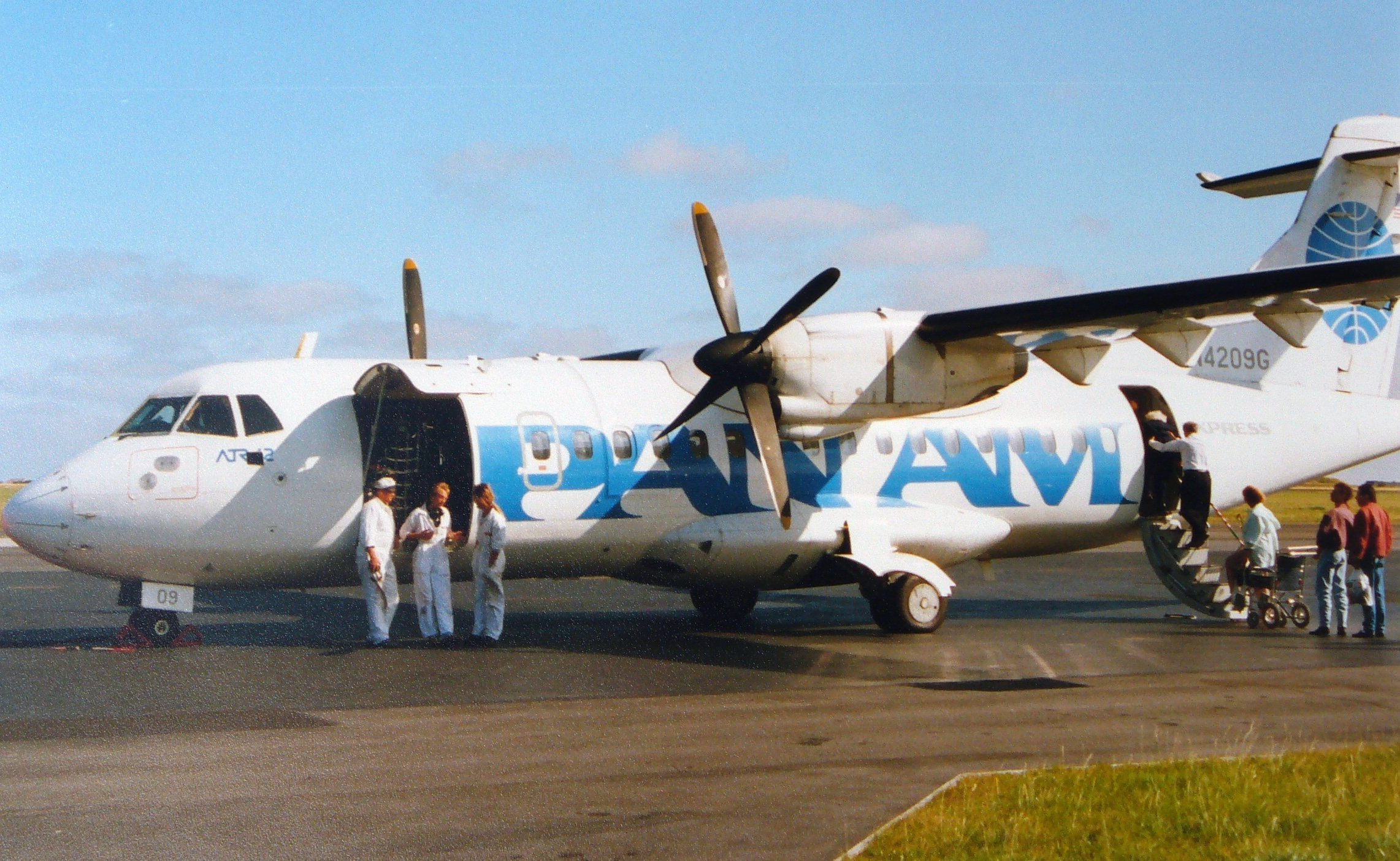
ATR 42 der Pan Am Express

Der Wettbewerb unter den Zubringer- und Pendlerfluggesellschaften nahm aufgrund einer Vielzahl von Neugründungen allerdings immer stärker zu. Ransome, der mittlerweile beinahe 70 Jahre alt war und bereits 20 Jahre seines Lebens mit dem Aufbau und dem Überleben seiner Fluggesellschaft zugebracht hatte, entschied sich nur zwei Jahre nach Beginn der Zusammenarbeit mit Delta überraschend für einen Verkauf von Ransome Airlines an Pam American Airways. Letztgenannte war mit einem äußerst lukrativen Angebot auf Ransome zugekommen, nachdem die zuvor für Pan Am als Zubringerfluggesellschaft operierende Empire Airlines die gemeinsame Vereinbarung zum Mai 1986 gekündigt hatte. So wurde aus Ransome Airlines zum 1. Juni desselben Jahres Pan American Express.

## Flugziele
Ransome Airlines betrieb in der Zeit ihres Bestehens ein umfassendes Netzwerk von Pendler- und Zubringerflügen in Neuengland.
Während man für Allegheny Airlines die Zubringerflüge auf den Pittsburgh International Airport bündelte, bediente man für Delta hauptsächlich deren Drehkreuz am Flughafen John F. Kennedy International.

## Flotte

### Flotte bei Betriebseinstellung
Im Februar 1986 vor dem Verkauf an Pan Am bestand die Flotte der Ransome Airlines aus den folgenden 16 Flugzeugen:
| Flugzeugtyp                      | Anzahl | Bestellt | Anmerkungen                                                                                       |
| -------------------------------- | ------ | -------- | ------------------------------------------------------------------------------------------------- |
| ATR 42-300                       |        | 6        | Auslieferung von 1987 bis Frühjahr 1988 an Pan Am Express                                         |
| De Havilland Canada DHC-7-102    | 8      |          |                                                                                                   |
| Mohawk 298                       | 4      |          | Nord 262 mit aufgerüsteten Triebwerken                                                            |
| Piper PA-31-310 Navajo           | 1      |          |                                                                                                   |
| Piper PA-31-350 Navajo Chieftain | 1      |          |                                                                                                   |
| Saab 340A                        | 2      | 2        | geplante Auslieferung von März bis August 1987, Bestellungen wurden später durch Pan Am storniert |
| Gesamt                           | 16     | 8        |                                                                                                   |